# Майсен
Майсен (нім. Meißen), також Мішно чи Мішне (в.-луж. Mišno, н.-луж. Mišnjo) — місто в Німеччині, у федеральній землі Саксонія. Адміністративний центр однойменного району. Розташоване у Дрезденській долині за 25 кілометрів на північний-захід від Дрездена на річці Ельбі у місці впадіння в неї невеличкої річки Трібіш. Відоме першою в Європі мануфактурою з виробництва порцеляни. Населення міста становить 28 231 ос. (станом на 31 грудня 2020).

## Назви
- нім. Meißen
- фр. Misnie — архаїзм, français suranné (фр.)
- лат. Misnia, Misena, Misnensium
- пол. Miśnia
- чеськ. Míšeň
- в.-луж. Mišno
- н.-луж. Mišnjo

## Історія

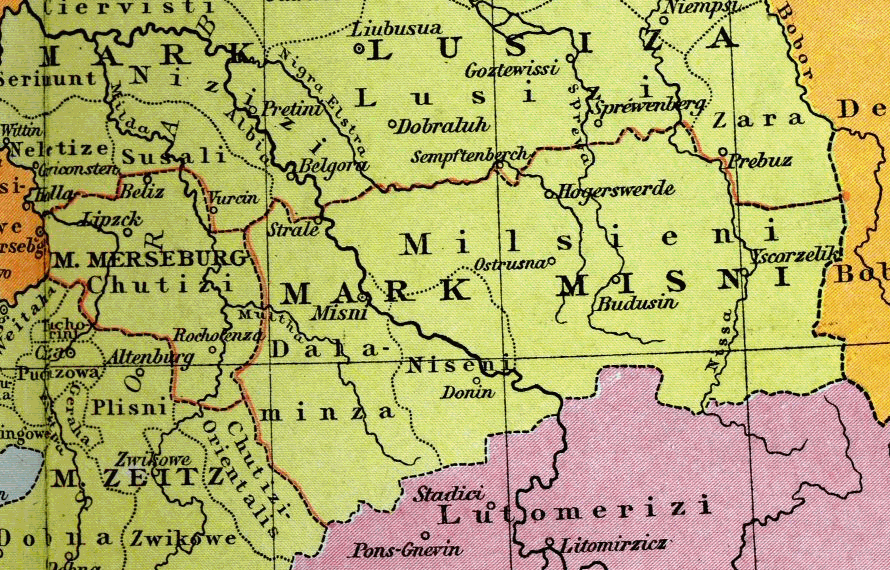
Місто Місні (Misni) та маркграфство Місні, 1000 рік. Густав Дройзен, 1886

Мішно (н.-луж. Mišno, лат. Misena — столиця західнослов'янського племені доленчан.
Спочатку їхньою столицею було місто Гана, але в 929 році Генріх І Птахолов напав і після 20 днів облоги зруйнував його. Всіх оборонців було вбито. Цього ж року Генріх наказує закласти нове місто, яке б слугувало опорним пунктом на ново загарбаних землях. Замок розташовувався на окраїні родючого району, що був населений лужицькими сербами протягом багатьох століть. Вони ж заснували тут велику кількість сіл, про слов'янське походження яких сьогодні свідчать лише назви.
Будівництво Майсенського замку було одним із пунктів плану Генріха І із забезпечення захисту від мадярських набігів. Вперше місто було згадане у 968 році, коли було засновано Майсенське єпископство, а землі довкола утворили Майсенське маркграфство. Замок єпископа стояв на крутому пагорбі, а в його підніжжі виникло містечко із ринком, казармами та жилими кварталами.
За це місто точилися часті війни між німецькими, чеськими і польськими феодалами (в 1002 році Мішно було польським), проте в ХІ столітті німці остаточно закріпилися на цих землях.

## Галерея

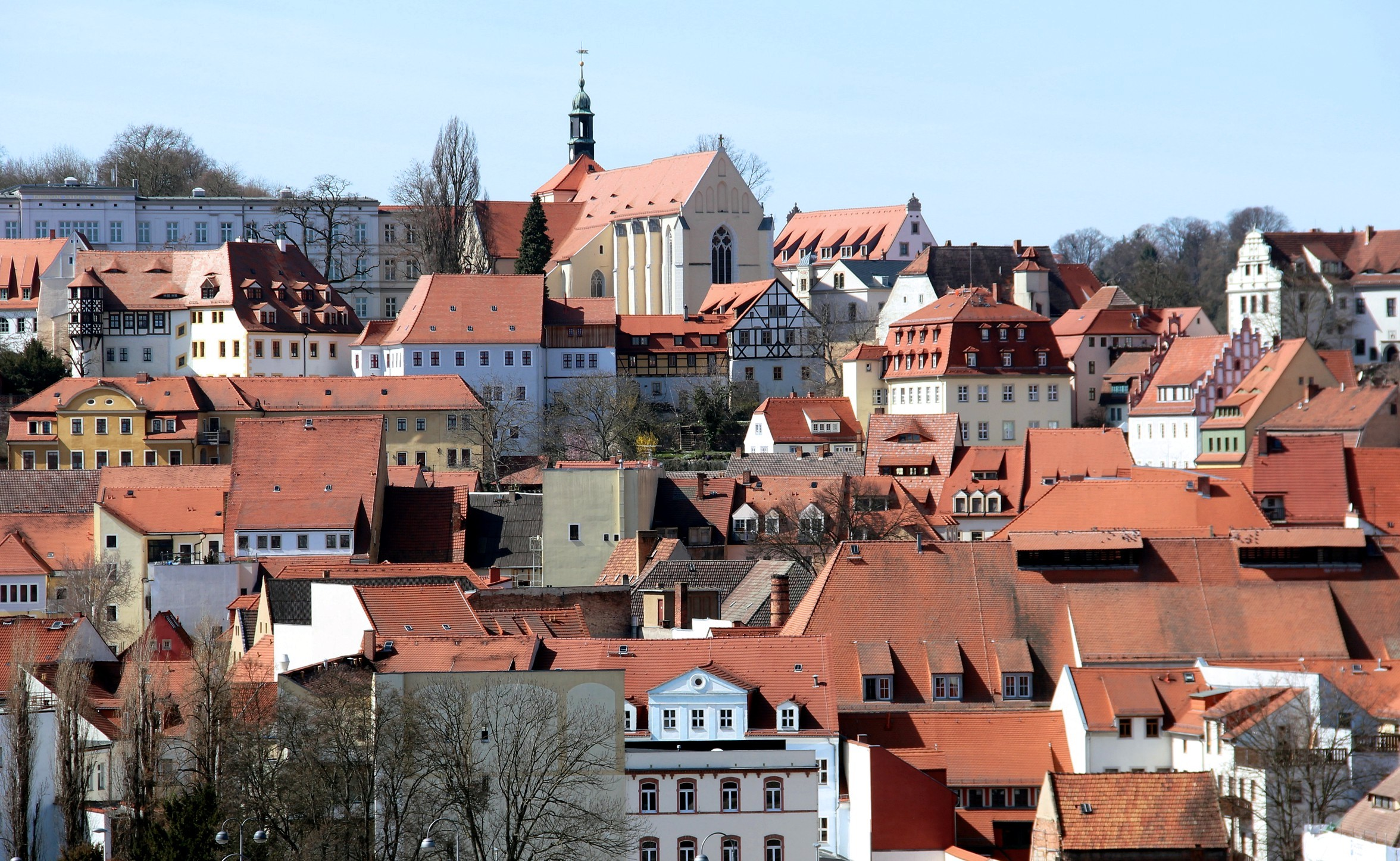
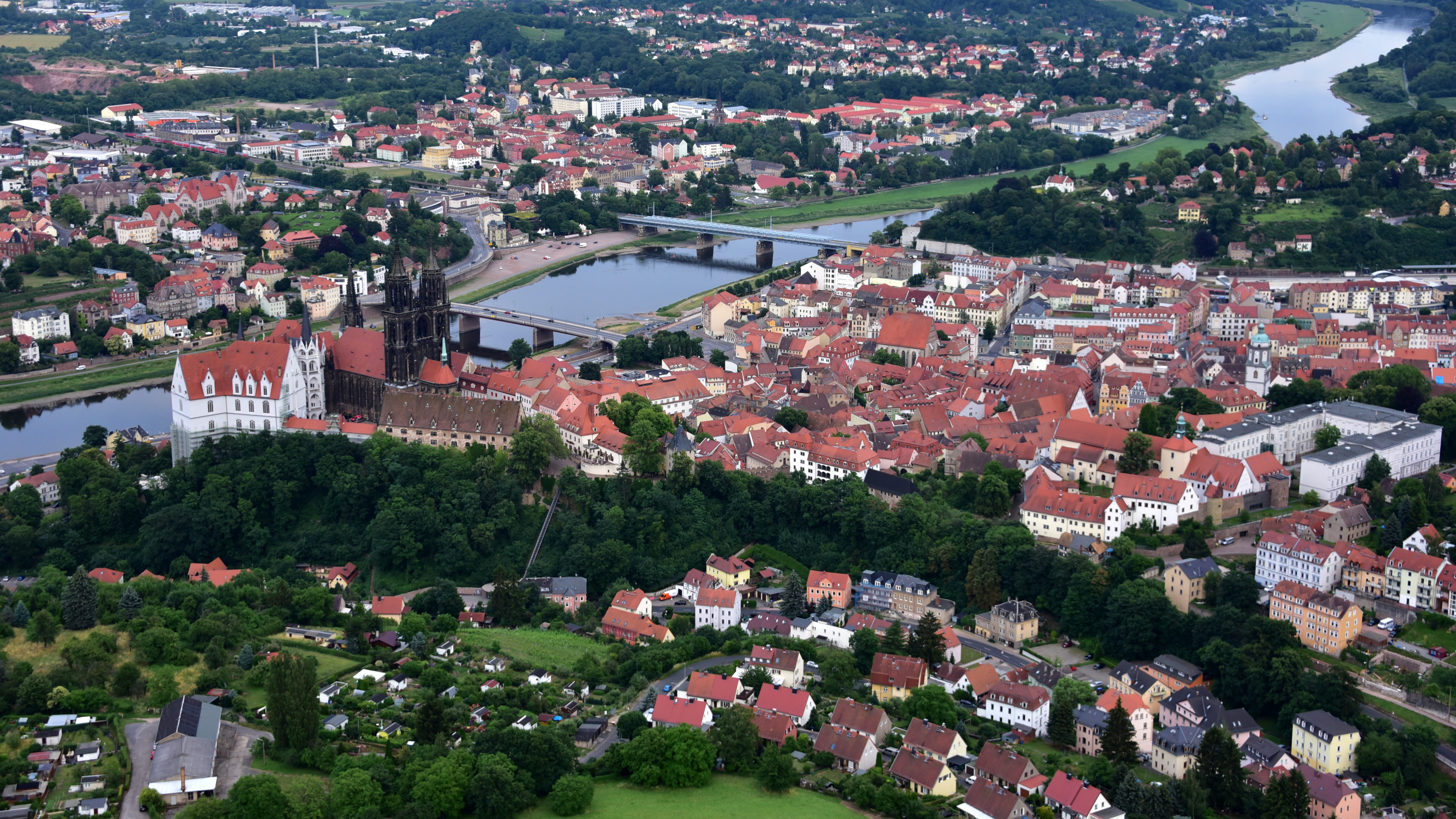
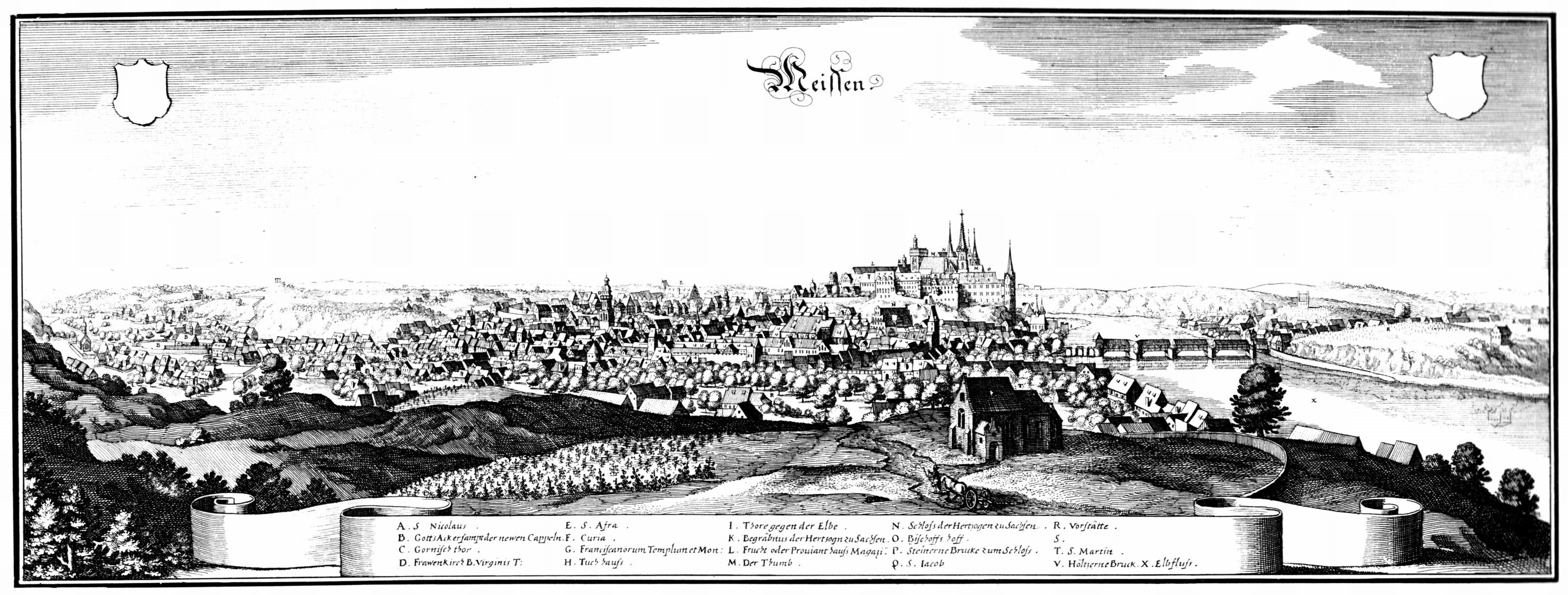
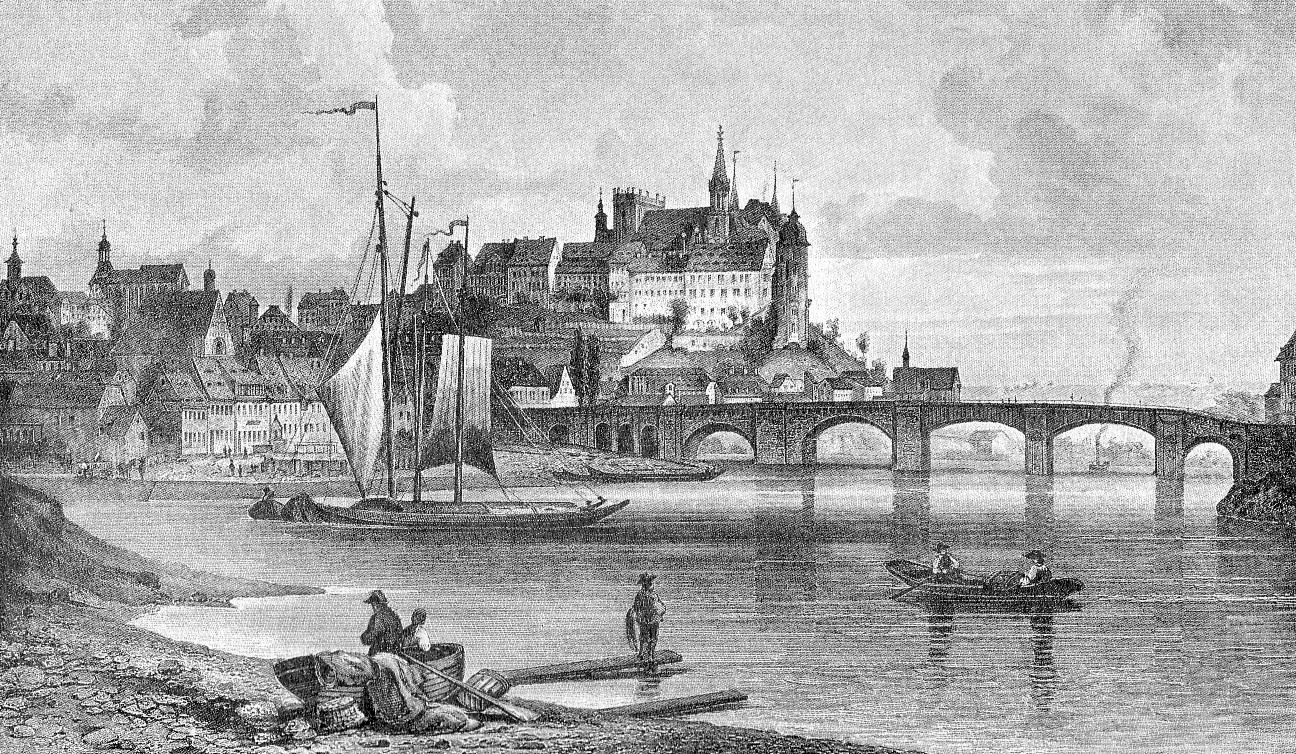
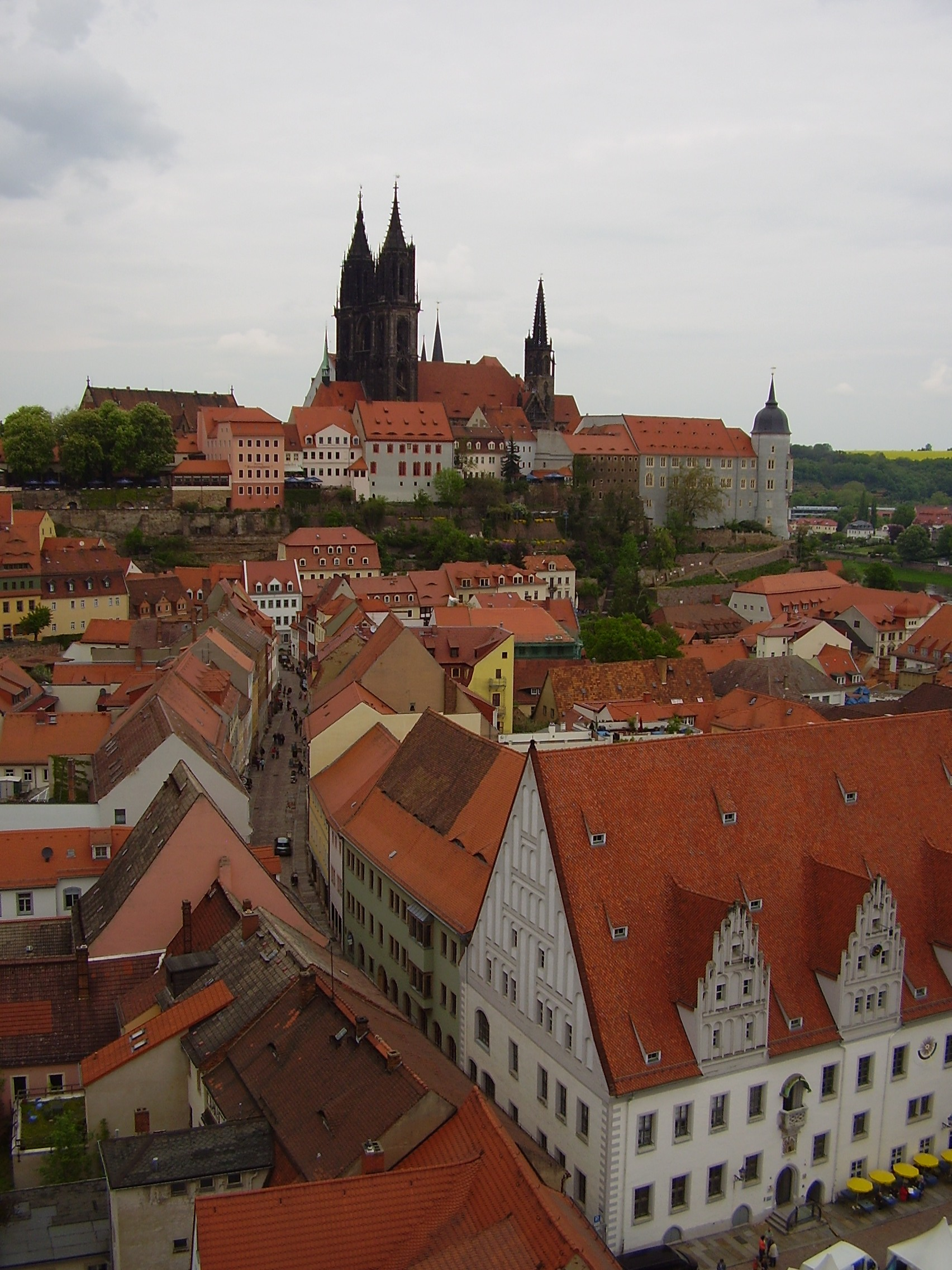

## Визначні пам'ятки
- Замок Альбрехтсбург
- Собор
- Порцелянова мануфактура

## Відомі жителі
- Альфред Геттнер — німецький географ
- Еміль Отто Грундман (1844—1890) — американський і німецький художник
- Йоганн Фрідріх Беттгер — німецький алхімік.